# Maternal
Pour plus de détails, voir Fiche technique et Distribution.
Maternal est un film argentino-italien réalisé par Maura Delpero, sorti en 2019.

## Fiche technique
Sauf indication contraire, les informations mentionnées dans cette section peuvent être confirmées par la base de données cinématographiques IMDb,  présente dans la section « Liens externes ».
- Titre : Maternal
- Réalisation et scénario : Maura Delpero
- Photographie : Soledad Rodríguez
- Pays d'origine : Italie - Argentine
- Genre : drame
- Dates de sortie :
  - Suisse : 2 août 2019 (Festival de Locarno 2019)
  - Argentine : 12 décembre 2019
  - France : 7 octobre 2020
  - Italie : 13 mai 2021

## Distribution
- Lidiya Liberman : Sœur Paola
- Denise Carrizo : Fatima
- Agustina Malale : Luciana
- Isabella Cilia : Nina
- Alan Rivas : Michael
- Livia Fernán : Sœur Pia
- Marta Lubos : Mère supérieure
- Renata Palminiello : Sœur Bruna

## Récompenses et nominations
- Prix du Jury œcuménique au Festival international du film de Locarno 2019
- Prix du public au Festival du film italien d'Annecy
- En sélection au Festival du film italien de Villerupt 2019